# Цветущая юность
«Цветущая юность» — советский документальный фильм о параде физкультурников в Москве 18 июля 1939 года. Производство студий Мосфильм и Ленфильм. Первый советский цветной (трёхцветный) фильм, снятый при помощи специального трёхплёночного киносъёмочного аппарата ЦКС-1, и отпечатанный по отечественной гидротипной технологии методом хромированной желатины П. Мершина.

Кинохроника снята на три плёнки через синий, красный и зелёный фильтры.
Продолжительность 18 мин. (2 ч., 493 м), 35 мм, классический формат, 1.37:1, фонограмма одноканальная оптическая. РГАКФД. Уч. № 6704.

## Характеристика
Цветная печать выполнена лабораторией «Мосфильм» методом хромированной желатины по способу П. Мершина. Инженер по цветной обработке В. Фридман.
Основной тираж фильмокопий отпечатан по более дешёвой черно-белой технологии с использованием наиболее резкого из трёх цветоделённых негативов, содержащего зелёную составляющую цветного изображения.
Д/ф хранится в Российском государственном архиве кинофотодокументов. Восстановлен киноведом Николаем Майоровым.

## Создатели
- Режиссёр: А. Медведкин.
- 2-й режиссёр: В. Фейнберг.
- Ассистент: Г. Кабалов. Технический руководитель и цветооператор Ф. Проворов.
- Цветооператоры: В. Гарданов, А. Атакшиев, М. Магид.
- Оператор: Павел Мершин
- Композитор: Валентин Кручинин